# Jølstra
Die Jølstra ist ein Fluss in der Gemeinde Sunnfjord im Fylke Vestland im Westen von Norwegen. Der Fluss ist 22 Kilometer lang und bildet den Abfluss aus dem See Jølstravatnet. Die Jølstra hat eine durchschnittliche Abflussmenge von 43,9 m³ pro Sekunde. Die höchste Menge betrug 256 m³ pro Sekunde, die niedrigste 1,2 m³ pro Sekunde.

## Verlauf
Die Jølstra beginnt am Jølstravatnet an dem Ort Vassenden auf einer Höhe von 207 m über dem Meeresspiegel. Von dort verläuft der Fluss in westlicher Richtung, begleitet von der Europastraße 39. Durchquert wird die Siedlung Langhaugane, und die Jølstra fließt in südwestliche Richtung weiter. Nach einigen Kilometern wird der Fluss von der Fv13 überquert. Nördlich vom Fluss liegt im weiteren Verlauf das Sunnfjord Museum. Dann überquert die Europastraße 39 die Jølstra. Der Fluss passiert den Ort Bruland, durchfließt die Stadt Førde und mündet dann in den Førdefjord.

## Wasserkraftnutzung
An der Jølstra gibt es zwei Wasserkraftwerke.
|                           | Fallhöhe | Baujahr        | Leistung | jährliche Leistung |
| ------------------------- | -------- | -------------- | -------- | ------------------ |
| Stakaladefossen kraftverk | 40 Meter | 1954           | 10,5 MW  | 56 GWh             |
| Brulandsfossen kraftverk  | 20 Meter | 1914/1934/1989 | 12,5 MW  | 55 GWh             |

## Freizeit
Der untere Flussbereich der Jølstra ist reich an Lachsen und Meerforellen. Der Lachsbestand ist seit 1992 per Gesetz geschützt. Die Lachssaison beginnt Mitte Juli und endet Ende August. Da die Jølstra ein reißender Fluss ist, ist das Angeln nicht überall ungefährlich.